# Ясинувата Гірка
Ясинува́та Гі́рка — пасажирська зупинна залізнична платформа Ясинуватської дирекції Донецької залізниці.
Розташована у м. Ясинувата, Ясинуватська міська рада, Донецької області на лінії Ясинувата-Пасажирська — Кринична між станціями Ясинувата-Пасажирська (1 км) та Ясинувата (1 км). Фактично є зупинним пунктом на території залізничного комплексу Ясинуватої у місці, де знаходиться сортувальна гірка.
Через військову агресію Росії на сході Україні транспортне сполучення припинене, водночас керівництво так званих ДНР та ЛНР заявляло про запуск електропоїзда сполученням Луганськ — Ясинувата, що підтверджує сайт Яндекс.